# Rose Cleveland

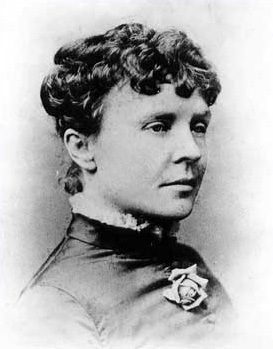
Rose Cleveland

Rose Elizabeth Cleveland (* 13. Juni 1846 in Fayetteville, New York; † 22. November 1918 in Bagni di Lucca) war die Schwester des amerikanischen Präsidenten Grover Cleveland. Nach ihrer Ausbildung am Houghton Seminary in Clinton war sie zuerst als Lehrerin tätig. Während der ersten Amtszeit ihres Bruders als Präsident fungierte sie für 15 Monate bis zu dessen Hochzeit mit Frances Cornelia Folsom im Juni 1886 als seine First Lady. Zu dieser Zeit wurden zwei Bücher von ihr veröffentlicht. Nachdem sie das Weiße Haus verlassen hatte, war sie weiterhin schriftstellerisch tätig. Ihren Lebensabend verbrachte sie mit ihrer Lebensgefährtin Evangeline Simpson Whipple in der Toskana. 

## Leben

### Ausbildung und Beruf
Cleveland, die in der Familie den Rufnamen „Libby“ hatte, kam als jüngstes von neun Kindern zur Welt. Sie hatte vier Schwestern und vier Brüder. Ihre Eltern waren der presbyterianische Geistliche Richard Falley und Ann Neal Cleveland. Sie stammten aus angelsächsischen Familien, die schon seit mehreren Generationen in Amerika lebten, und verfügten nur über bescheidene finanzielle Mittel.  Kurz nach dem Umzug nach Holland Patent im Oneida County, New York, im Jahr 1853 starb der Vater. Cleveland blieb bei der Mutter, während ihr neun Jahre älterer Bruder Grover auf Stellensuche nach New York City ging, um die Familie zu versorgen. Von 1864 bis 1866 besuchte sie das Houghton Seminary in Clinton, eine in der Region bekannte Privatschule für Mädchen mit altsprachlichem Unterricht. Sie war eine glänzende Schülerin und in Anerkennung ihrer Leistung wurde sie ausgewählt, ihre Abschlussarbeit vorzulesen. Im Anschluss arbeitete sie am  Houghton Seminary als Lehrerin. Weitere Beschäftigungen als Lehrerin folgten in den späten 1860er Jahren in Muncy, Pennsylvania, und danach in Lafayette, Indiana. Außerdem betätigte sie sich als Privatdozentin.
Als Lehrerin in Muncy, wo sie in den späten 1860er Jahren unterrichtete, war sie für ihre „starke Persönlichkeit und Unabhängigkeit“ bekannt. Weil sie oft unter einem Apfelbaum Bücher lesend angetroffen werden konnte, hatte sie in Anlehnung an den bekannten Pionier Johnny Appleseed bei ihren Freunden im Ort den Spitznamen „Johnny Cleveland“. In den frühen 1880er Jahren kehrte sie nach Holland Patent zurück, um sich um ihre pflegebedürftige Mutter zu kümmern, die schließlich 1882 starb. Hier unterrichtete sie an einer Sonntagsschule und war wie schon zuvor als selbständige Dozentin tätig. So gab sie im Jahr 1883 eine Vorlesung an einem Frauen-College in Elmira, bei dem sie über Altruismus im Glauben sprach. Nach dem Tod der Mutter lebte sie vorerst weiter im Anwesen der Familie. Als ihr Bruder Ende 1882 zum Gouverneur von New York gewählt worden war und ab Januar 1883 in Albany residierte, übernahm sie die Rolle seiner First Lady, weil er Junggeselle war. Wahrscheinlich hatte Rose Cleveland wegen dieser Verpflichtung das Angebot einer Dozentenstelle an einer Akademie in New York City ausgeschlagen. Aus der Präsidentschaftswahl im November 1884 ging Grover als Sieger hervor. Anfang 1885 reiste Rose daher mit ihrem Bruder zu seiner Amtseinführung als Präsident der Vereinigten Staaten nach Washington, D.C.

### First Lady
Weil ihr Bruder immer noch ledig war, als er 1884 zum ersten Mal ins Weiße Haus gewählt wurde, übernahm sie auch hier die Funktion der First Lady. Zu ihren Aufgaben gehörte vor allem bei den aufwendigen Empfängen, die mit dem Präsidentenamt verbunden waren, die Rolle der Gastgeberin zu übernehmen. Über ihr Auftreten und ihre Kleidung bei diesen Anlässen wurden von der Presse detailliert berichtet, so zum Beispiel von der New York Times im März 1885. Trotz ihrer Selbstsicherheit und stilvollen Mode fühlte sich Cleveland in dieser Rolle nicht vollkommen wohl. Sie verstand sich als Intellektuelle, die Bücher Menschen vorzog und als Blaustrumpf, weshalb sie dem gesellschaftlichen Small Talk und dem hohen Stellenwert, der der weiblichen Garderobe in der High Society der Hauptstadt beigemessen wurde, wenig abgewinnen konnte. So berichtete der klassische Gelehrte und Autor Harry Thurston Peck, dass sich die First Lady ihre Gelassenheit bei den Gesellschaften im Weißen Haus dadurch bewahrte, dass sie im Kopf griechische Verben konjugierte. Bei ihrem ersten Empfang zeigte sie sich besonders erfreut, dem Historiker George Bancroft vorgestellt zu werden. Insgesamt war Cleveland aufgrund ihrer Berufserfahrung, Bildung und literarischen Ambitionen eine ungewöhnliche First Lady, die sich auf dem gesellschaftlichen Parkett dennoch mit Geschick bewegte. In der Presse wurde unter anderem ihr exzellentes Personen- und Namensgedächtnis hervorgehoben.
Cleveland stand als First Lady bei der Gründung der Women’s Anthropological Society („Anthropologische Frauen-Gesellschaft“) in der Hauptstadt Pate. Dieser Verein förderte die naturwissenschaftliche Erziehung und akademische Ausbildung von Frauen. Im März 1886 veröffentlichte die New York World einen Brief der Frauenrechtlerin und Abolitionistin Elizabeth Cady Stanton an die First Lady samt ihrer knappen Antwort. Stanton warnte darin vor dem aus ihrer Sicht moralisch fragwürdigen Modetrend, die Dekolletés immer tiefer auszuschneiden und somit „unschuldige Mädchen in der Öffentlichkeit teilweise zu entblößen“. Cleveland gab ihr Recht und schrieb, dass an einem Kleid, das Hals und Arme frei ließe, nichts auszusetzen sei. Der moralische Unterschied zu einem die Brüste akzentuierenden Dekolleté sei jedoch so groß, dass dies auch der „frivolsten Dame der Gesellschaft“ verständlich sei. Während die New York Times Cleveland für diese Klarstellung lobte, sah eine anarchistische Zeitung darin die Prüderie einer in die Jahre gekommenen Jungfrau. Etwa zu dieser Zeit löste die First Lady in Washington Kontroversen aus, als sie zu einem Theaterbesuch nur mit einer Freundin und ohne männliche Begleitung erschien. Am 27. Mai 1886 traf Frances Folsom aus Europa ein, der der Präsident im Juni des vorigen Jahres einen Heiratsantrag gemacht hatte. Sie war die Tochter von Grover Clevelands früherem Kanzleipartner Oscar Folsom. Nach dessen Tod im Jahr 1875 hatte er als Folsoms Testamentsvollstrecker fungiert und sich um das Wohlergehen der Witwe und der damals 11-jährigen Frances gekümmert. Wenige Tage nach ihrer Rückkehr heiratete sie den Präsidenten am 3. Juni 1886 im Weißen Haus.
Noch als Cleveland als First Lady fungierte, waren 1885 mit George Eliot’s Poetry and Other Studies eine Essaysammlung sowie im Jahr darauf der Roman The Long Run erschienen, der von Peck wohlwollend rezensiert wurde. Außerdem verfasste sie das Vorwort zu einem Buch aus dem Bereich der Ratgeberliteratur. In George Eliot’s Poetry and Other Studies, das vom Verlag Funk & Wagnalls herausgegeben wurde, schrieb Cleveland unter anderem über die Autorin George Eliot und Jeanne d’Arc. Die Kritiken waren wohlwollend und hoben Clevelands Enthusiasmus und „femininen Stil“ hervor. Laut Peck erhielt die First Lady für dieses Buch Tantiemen von mehr als 25.000 US-Dollar (das entsprach 2021 inflationsbereinigt mehr als 700.000 Dollar). Der Altphilologe Rob Hardy urteilte 2007 in einem Aufsatz in der New England Review, dass Cleveland mit Eliot, die unter einem männlichen Namen veröffentlichte, und der kriegerischen Jeanne d’Arc zwei Sujets wählte, die deutlich maskuline Züge tragen, was eine Faszination für Doppelnaturen offenbare. Darunter falle auch Clevelands Übersetzung der Selbstgespräche Augustinus von Hippos in das Englische im Jahr 1910, denn dieses Zwiegespräch mit sich selbst sei gleichbedeutend mit einer „Verdoppelung“ des Augustinus. Letztendlich spiegeln sich laut Hardy in dieser Vorliebe Clevelands Zweifel an der eigenen Identität. In diese Richtung deutete auch ihr Roman The Long Run, in dem die beiden Protagonisten sich vor allem dann zum anderen hingezogen fühlen, wenn sie ihn in seiner natürlichen Umwelt antreffen, während die Anziehung stark nachlässt, wenn der andere sie zuhause besucht.

### Literarisches Schaffen
Nachdem das Brautpaar von einer kurzen Hochzeitsreise zurückgekehrt war, verließ Cleveland am 9. Juni 1886 das Weiße Haus. Wahrscheinlich bedeutete es für sie eine Erleichterung, das Amt der First Lady nicht mehr wahrnehmen zu müssen. Fürs erste zog sie sich nach Holland Patent auf die Familien-Residenz The Weeds zurück. Zum Unwillen des um seinen Ruf besorgten Präsidenten bemühte sich Rose Cleveland  um die Herausgeberschaft einer Literaturzeitschrift. Bereits Ende Juni 1886 gab der in finanziellen Schwierigkeiten steckende Verlag Elder Publishing aus Chicago bekannt, dass er mit der ehemaligen First Lady einen entsprechenden Vertrag abgeschlossen und sie zur Herausgeberin von Literary Life gemacht habe, wogegen Grover Cleveland protestierte. Laut einer Zeitungsmeldung schlug sie ein Angebot ihres Bruders auf ein jährliches Einkommen von 6000 US-Dollar (das entsprach 2021 inflationsbereinigt mehr als 170.000 Dollar) für den Fall aus, dass sie die Herausgeberschaft ablehnte, und bestand auf ihre wirtschaftliche Unabhängigkeit und literarische Tätigkeit. Kurze Zeit später, im August, musste A. P. T. Elder wegen eines Gerichtsbeschlusses sofort eine ausstehende Schuld begleichen und für sein Unternehmen Insolvenz anmelden. Dennoch versicherte er, dass Clevelands Position als Herausgeberin von Literary Life dadurch nicht obsolet geworden sei. Nach einem Hausbrand in The Weeds litt sie selbst unter ernsthaften gesundheitlichen Folgen und teilte Elder über ihren Arzt mit, dass sie zurzeit nicht arbeitsfähig sei. Im Januar 1887 gelangte der Briefwechsel zwischen Elder und Cleveland an die Öffentlichkeit, der auch Briefe enthielt, in denen sich ein Angestellter als Elder selbst ausgegeben hatte. Die ehemalige First Lady erklärte später, sie habe die Herausgeberschaft beendet, weil sie unüberbrückbare Differenzen mit Elder über den Kurs des Magazins gehabt habe.
Noch 1886 veröffentlichte Cleveland das Essay Woman in the Home im Magazin The Chatauquan, in dem sie Eigentumsrechte für Frauen forderte. In der Ehe sollten beide Partner gemeinsam und gleichberechtigt über Finanzen und Besitz entscheiden. Ferner sollten sich Frauen nicht dem Diktat der Mode unterwerfen und nur über ihr Äußeres definieren. An dieser und später an anderen Stellen wie zum Beispiel in der Kurzgeschichte Robin Adair kritisierte sie zudem, dass damals gängige weibliche Accessoires wie hochhackige Schuhe, Korsetts und Cul de Paris nicht nur unkomfortabel, sondern auch der Gesundheit der Trägerinnen abträglich seien. Anfang 1887 erschien in Lippincott’s Monthly Magazine ein längeres satirisches Gedicht von Cleveland, das die Frauenfrage thematisiert. Das Poem mit dem Titel The Dilemma of the Nineteenth Century beschreibt die junge, ledige Judith Von Stump, die nach ihrem 21. Geburtstag eine mysteriöse Krankheit erleidet. Unterschiedliche Fachärzte diagnostizieren unter anderem Liebeskrankheit, einen fehlenden Ehemann oder ein zu hohes Maß an geistiger Beschäftigung. Dann erscheint eine Ärztin und konstatiert, dass die Krankheit verschwinden werde, wenn die Patientin das Wahlrecht erhalte. Eine Kollegin hält dagegen, dass Von Stump nur dann Gesundheit erlange, wenn sie zu einem Mann geworden sei.
Im Januar und Februar 1887 erschien in dem Frauenmagazin Godey’s Lady’s Book Clevelands Kurzgeschichte Robin Adair in zwei Teilen. Sie erzählt von dem jungen Mann Tom, der nach dem Hören des irischen Volksliedes Robin Adair in eine tiefe Depression verfällt. Der hinzugezogene Arzt findet heraus, dass Tom durch dieses Lied an eine schöne Frau erinnert wird, die es ihm einst vorgesungen und unmittelbar darauf verlassen hat. Der Patient ist überzeugt, dass sie nur aus Liebe zu ihm das Lied so packend habe vortragen können. Der Arzt findet die mysteriöse Frau und führt sie mit Tom zusammen. Sie stellt klar, dass Tom lediglich einer geliebten Person stark ähnelt und zeigt dem Arzt ein Medaillon mit einem entsprechenden Porträt. Dieser erkennt bei genauem Hinschauen, dass es sich um eine Frau handelt. Ab da wird die Kurzgeschichte konventioneller und endet mit der Heirat von Tom und der geheimnisvollen Frau sowie der Geburt ihres gemeinsamen Kindes, dem sie den Namen Robin Adair geben. Hardy erkennt in diesem Text in der Figur von Tom erneut wieder das für Cleveland typische Stilelement der Doppelnaturen und in ihm möglicherweise eine Projektion der Autorin selbst, die von anderen häufig als maskulin in Auftreten und Kleidung wahrgenommen wurde. Weitere Schriften und Vorträge legten nahe, dass sie die Geschlechtsidentität vor allem durch Umwelteinflüsse wie zum Beispiel Mode und Konventionen festgelegt ansah.

### Liebesbeziehung zu Evangeline Marrs Simpson
Ab Mai 1887 hat Cleveland wahrscheinlich an einer Mädchenschule in New York City Geschichte unterrichtet und war in der Redaktionsleitung der Zeitschrift American Magazine of History beschäftigt. Erst im Dezember 1889, als ihr Name auf der Gästeliste eines Hotels in Naples, Florida, auftauchte, ist ihr Verbleib wieder mit Sicherheit dokumentiert. Zu dieser Zeit löste sich der Bundesstaat von seinem Stigma eines Ortes, den Hitze und Malaria plagten, und wurde zu einem beliebten Winterquartier wohlhabender Nordstaatler. Entsprechend erschien im Jahr 1890 im Lippincott’s Monthly Magazine das Essay My Florida von Cleveland, in dem sie die Leser dazu ermunterte, Florida selbst zu bereisen und sich ein eigenes Urteil zu bilden und die Existenz eines dortigen Malaria-Miasmas bestritt.
Während ihres Aufenthalts in Florida lernte Cleveland die junge, wohlhabende Witwe Evangeline Marrs Simpson kennen und verliebte sich in sie. Die erhaltene Korrespondenz zwischen den beiden, die im Jahr 1890 begann und von der Minnesota Historical Society verwahrt wird, offenbart eine leidenschaftliche Liebesbeziehung. Allerdings heiratete Simpson im Oktober 1896 den fast 40 Jahre älteren Henry Benjamin Whipple, den Bischof von Minnesota der amerikanischen Episkopalkirche, und zog zu ihm nach Faribault. Dieser wurde im Hochzeitsjahr von Präsident Cleveland in das Board of Indian Commissioners („Rat der Indianer-Kommissare“) berufen, das die Regierung in Fragen der Indianerpolitik beriet. Derweil ihre Geliebte in den Stand der Ehe eintrat, beschäftigte sich Rose Cleveland noch ausführlicher mit Leben und Werk von Augustinus von Hippo. Neben der Übersetzung seiner Schriften besuchte sie mit Casciago, Mailand und Hippo Regius Stationen seines Lebensweges. Zusätzlich investierte sie wahrscheinlich einiges an Zeit in Ahnenforschung zu ihrer Familie. In den Jahren nach der Heirat ihrer Geliebten scheint Cleveland sich hauptsächlich in Paris aufgehalten zu haben. Außerdem besaß sie ein Haus an der Küste Maines.

### Gemeinsamer Lebensabend in Bagni di Lucca

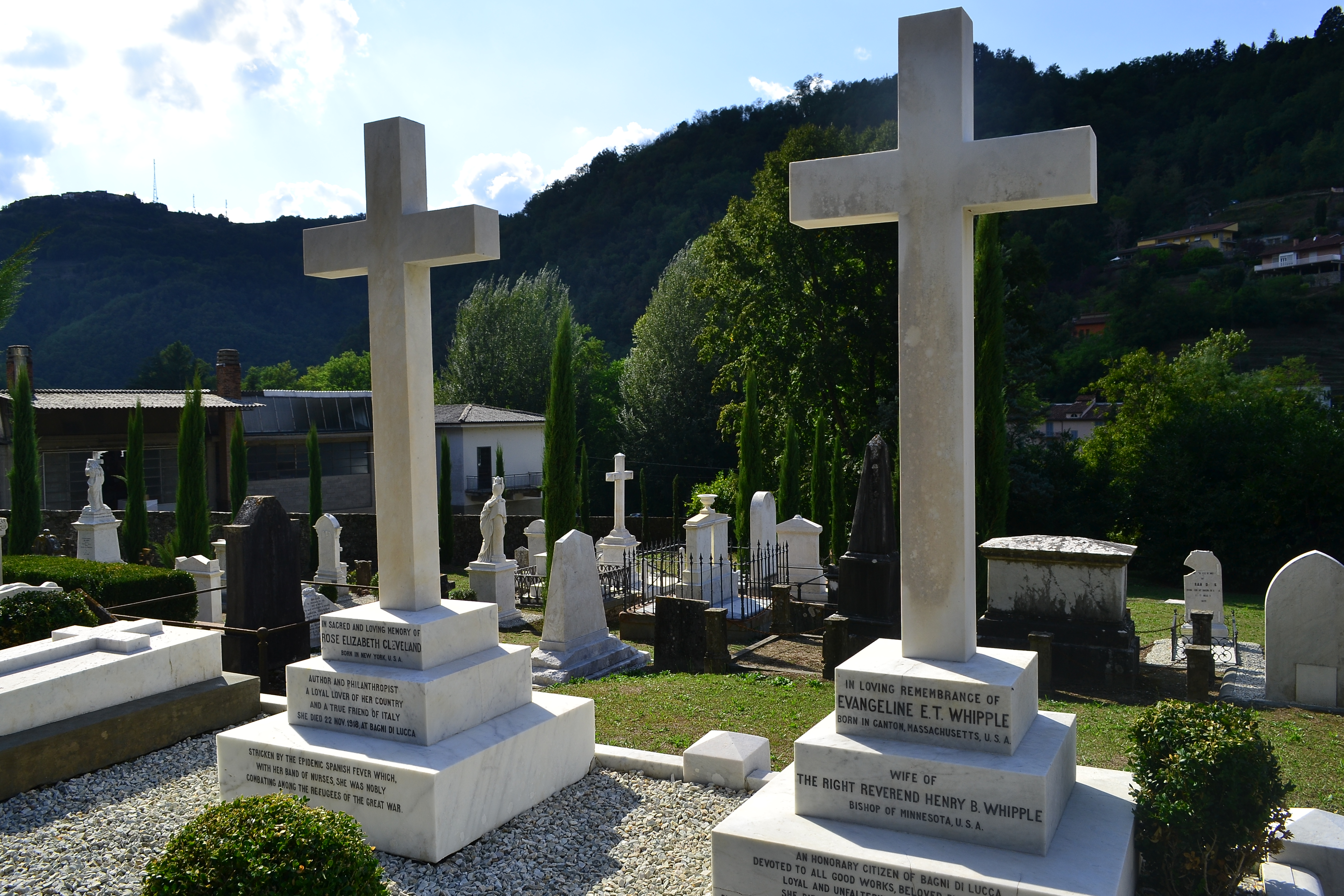
Die Grabstätten Clevelands und Whipples in Bagni di Lucca

Im Jahr 1901 starb Bischof Whipple und ließ seine Gattin allein in ihrem Anwesen zurück. Simpson Whipple unternahm 1910 eine gemeinsame Reise mit Cleveland nach Florenz, um dort ihren todkranken Bruder zu besuchen. Zwei Jahre später ließen sich beide Freundinnen in Bagni di Lucca nieder. Dort stiftete Simpson Whipple, die zeit ihres Lebens nicht mehr nach Minnesota zurückkehrte, ein Hospital und ein Waisenhaus, sodass ihr zu Ehren eine Straße im Ort benannt ist, die Via Evangelina Whipple. Im Jahr 1909 unterschrieb Cleveland eine öffentliche Petition, die die Einführung des Frauenwahlrechts in den Vereinigten Staaten durch einen entsprechenden Verfassungszusatz forderte. Cleveland ermunterte ihre Freundin, ein Buch über Bagni di Lucca zu verfassen, das den Titel A famous Corner of Tuscany bekam. Seine Veröffentlichung wurde durch den Ausbruch des Ersten Weltkrieges verzögert.
Während des Krieges halfen Cleveland und Simpson bei der Ausstattung eines Militärhospitals im Ort und verwendeten dazu auch Hilfslieferungen aus den Vereinigten Staaten, um die sie eine Freundin gebeten hatte. Inmitten dieser Aktivitäten erkrankte Cleveland im November 1918 an der Spanischen Grippe und starb kurze Zeit später. Sie wurde auf dem protestantischen Friedhof von Bagni di Lucca beigesetzt. Nach dem Ersten Weltkrieg erschien schließlich das Buch von Simpson Whipple, dessen Widmung „ihrer geliebten, langjährigen Freundin Rose Elizabeth Cleveland“ galt. Nach ihrem Tod wurde Simpson Whipple an der Seite ihrer Geliebten in Bagni di Lucca bestattet.

## Historische Bewertung
Der Historiker Robert P. Watson teilte 1997 die Geschichte der amerikanischen First Ladies als Institution in sechs Phasen ein. Cleveland verortet er in der dritten Phase, die von 1869 bis 1909 andauerte, und die er mit dem Schlagwort „Ungenutzte Möglichkeiten“ zusammenfasst. Die First Ladys dieser Ära waren für ihre Zeit gut gebildet und oft mit besonderem Intellekt und Geschick im gesellschaftlichen Umgang ausgestattet. Allerdings gelang es aus unterschiedlichen Gründen den wenigsten von ihnen, trotz ihrer generellen Beliebtheit ihr Potenzial auszunutzen.
Die Liebesbriefe zwischen Cleveland und Simpson Whipple wurden von der Minnesota Historical Society zwar verwahrt, aber für lange Zeit in einer Box versiegelt und nicht im öffentlichen Katalog aufgeführt. Erst als die American Library Association („Amerikanische Bibliothek-Gesellschaft“) davon erfuhr und der Sache nachging, nahm die Minnesota Historical Society die Korrespondenz in ihr Verzeichnis auf. Die zeitgenössische Presse gab in ihrer Berichterstattung fast nie Hinweise auf Clevelands lesbische Sexualität; allenfalls in veröffentlichten Leserbriefen wurden Kommentare in diese Richtung geäußert. In Zeitungsartikeln wurde ihr jedoch mitunter „männliches“ Verhalten vorgeworfen, was sich meist auf ihren Kurzhaarschnitt und ihre progressiven Ansichten bezog. Als First Lady war ihr Aussehen der Allgemeinheit überwiegend unbekannt, weil ihr Bruder auf seine Privatsphäre bestand und der Presse untersagte, Fotos von seiner Familie zu machen. So kannten die meisten Bürger Rose Cleveland nur von Zeichnungen her, als sie im Weißen Haus residierte.

## Schriften
- George Eliot’s Poetry and Other Studies. New York 1885, LCCN 74-004275.
- The Long Run. Detroit 1886, LCCN 06-020752.
- Lizzie Ehrenhalt, Tilly Laskey (Hrsg.): Precious and Adored: The Love Letters of Rose Cleveland and Evangeline Simpson Whipple, 1890-1918. Minnesota Historical Society Press, St. Paul 2018, ISBN 978-1-68134-129-3.